# العلاقات الإسرائيلية الموريشيوسية
العلاقات الإسرائيلية الموريشيوسية هي العلاقات الثنائية التي تجمع بين إسرائيل وموريشيوس.

## مقارنة بين البلدين
هذه مقارنة عامة ومرجعية للدولتين:
| وجه المقارنة                                              | إسرائيل                                                             | موريشيوس                 |
| --------------------------------------------------------- | ------------------------------------------------------------------- | ------------------------ |
| المساحة (كم2)                                             | 20.77 ألف                                                           | 2.04 ألف                 |
| عدد السكان (نسمة)                                         | 8.89 مليون                                                          | 1.26 مليون               |
| الكثافة السكانية (ن./كم²)                                 | 428.02                                                              | 617.65                   |
| العاصمة                                                   | القدس                                                               | بورت لويس                |
| اللغة الرسمية                                             | اللغة العبرية، اللغة العربية                                        | لغة إنجليزية، لغة فرنسية |
| العملة                                                    | شيكل إسرائيلي جديد، شيكل إسرائيلي قديم، جنيه فلسطيني، جنيه إسرائيلي | روبي موريشي              |
| الناتج المحلي الإجمالي (بليون دولار)                      | 350.85 مليار                                                        | 13.34 مليار              |
| الناتج المحلي الإجمالي (تعادل القوة الشرائية) بليون دولار | 306.51 مليار                                                        | 25.36 مليار              |
| الناتج المحلي الإجمالي الاسمي للفرد دولار أمريكي          | 35.73 ألف                                                           | 9.25 ألف                 |
| الناتج المحلي الإجمالي للفرد دولار أمريكي                 | 36.58 ألف                                                           | 18.59 ألف                |
| مؤشر التنمية البشرية                                      | 0.899                                                               | 0.777                    |
| رمز المكالمات الدولي                                      | +972                                                                | +230                     |
| رمز الإنترنت                                              | .il                                                                 | .mu                      |
| المنطقة الزمنية                                           | توقيت إسرائيل، Israel Summer Time ‏                                  | ت ع م+04:00              |

## منظمات دولية مشتركة
يشترك البلدان في عضوية مجموعة من المنظمات الدولية، منها:
| علم المنظمة | اسم المنظمة                               | تاريخ انضمام إسرائيل | تاريخ انضمام موريشيوس |
| ----------- | ----------------------------------------- | -------------------- | --------------------- |
|             | مؤسسة التنمية الدولية                     | 22 ديسمبر 1960       | 23 سبتمبر 1968        |
|             | الأمم المتحدة                             | 11 مايو 1949         | 24 أبريل 1968         |
|             | منظمة التجارة العالمية                    | 21 أبريل 1995        | ?                     |
|             | منظمة الشرطة الجنائية الدولية             | ?                    | ?                     |
|             | المركز الدولي لتسوية المنازعات الاستشارية | 22 يوليو 1983        | 2 يوليو 1969          |
|             | الاتحاد الدولي للاتصالات                  | 24 يونيو 1948        | 30 أغسطس 1969         |
|             | الفريق المعني برصد الأرض                  | ?                    | ?                     |
|             | البنك الدولي للإنشاء والتعمير             | 12 يوليو 1954        | 23 سبتمبر 1968        |
|             | الاتحاد البريدي العالمي                   | ?                    | ?                     |
|             | مؤسسة التمويل الدولية                     | 26 سبتمبر 1956       | 23 سبتمبر 1968        |
|             | وكالة ضمان الاستثمار متعدد الأطراف        | 21 مايو 1992         | 28 ديسمبر 1990        |
|             | يونسكو                                    | 16 سبتمبر 1949       | 25 أكتوبر 1968        |

## وصلات خارجية
- موقع وزارة الخارجية الإسرائيلية